# اشلی فلچر
اشلی مایکل فلچر (انگلیسی: Ashley Michael Fletcher؛ زادهٔ ۲ اکتبر ۱۹۹۵) بازیکن فوتبال اهل بریتانیا است.
از باشگاه‌هایی که در آن بازی کرده‌است می‌توان به منچستر یونایتد، بارنزلی، وستهام یونایتد و میدلزبرو اشاره کرد.